# Wohn- und Wirtschaftsgebäude Schürmannsweg 25
Das Wohn- und Wirtschaftsgebäude Schürmannsweg 25 in Bücken-Altenbücken in der niedersächsischen Samtgemeinde Grafschaft Hoya stammt vom 19. Jahrhundert. Es wird aktuell (2023) als Wohn-, Geschäfts- und Tagungshaus genutzt.
Das Gebäude steht unter Denkmalschutz (siehe auch Liste der Baudenkmale in Bücken).

## Beschreibung
Das eingeschossige giebelständige Vierständer-Hallenhaus in Fachwerk mit Steinausfachungen und einem Krüppelwalmdach wurde in der Mitte des 19. Jahrhunderts gebaut. Der nicht denkmalgeschützte umgebaute Stall mit Satteldach in gleicher Firstrichtung in Ziegelmauerwerk ist mit dem Haupthaus verbunden.
Das Niedersächsische Landesamt für Denkmalpflege befand: „… geschichtliche Bedeutung … durch beispielhafte Ausprägung eines niederdeutschen Hallenhauses in Vierständerkonstruktion …“ Die Vierständerkonstruktion kommt bei den niedersächsischen Hallenhäusern nicht so häufig vor.